# MUFG Union Bank
 (février 2018).
Si vous disposez d'ouvrages ou d'articles de référence ou si vous connaissez des sites web de qualité traitant du thème abordé ici, merci de compléter l'article en donnant les références utiles à sa vérifiabilité et en les liant à la section « Notes et références ».
MUFG Union Bank, appelée plus communément UnionBank et précédemment connue sous le nom de Union Bank of California, est une banque universelle américaine présente dans les états de Californie, de Georgie, de l'Illinois, de New York, de l'Oregon, du Texas et de Washington. Son seul et unique actionnaire est le groupe bancaire Japonais Mitsubishi UFJ Financial Group.

## Histoire
- 1864 The Bank of California
- 1883 First National Bank
- 1905 The London and San Francisco Bank
- 1918 The Bank of Personal Service
- 1952 The Bank of Tokyo of California
- 1958 Union Bank
- 1967 Southern California First National Bank
- 1972 Mitsubishi Bank of California
- 1975 California First Bank
- 1988 BankCal – The Bank of California

En septembre 2021, U.S. Bancorp annonce l'acquisition d'Union Bank, filiale américaine de MUFG pour 8 milliards de dollars, en partie en actions